# Novísima Recopilación de las leyes del Reino de Navarra
La Novísima Recopilación de las leyes del Reino de Navarra (denominación abreviado correspondiente al título completo de Novíssima Recopilación de las leyes del reino de Navarra hechas en sus Cortes generales desde el año de 1512 hasta el de 1716 inclusive) es un texto jurídico que tuvo carácter oficial y que fue preparado por Joaquín de Elizondo gracias al impulso recibido por las Cortes de Navarra celebradas en Pamplona en 1701-1702. Fue aprobado por las mismas Cortes reunidas en Estella (entre 1724-1726) y finalmente publicado en 1735.

## Contexto histórico
Al igual que otras recopilaciones legislativas (Fuero General de Navarra, Fuero Reducido de Navarra, o la realizada por Antonio Chavier titulada Fueros del Reyno de Navarra desde su creación, hasta su feliz unión con el de Castilla y Recopilación de las leyes promulgadas desde dicha unión hasta el año de 1685), la realizada en esta ocasión supuso un largo proceso de más de tres décadas entre 1702 y 1735 y fue la última realizada en la etapa virreinal. A pesar de que era muy reciente la recopilación de Chavier, en la sesión del 9 de enero de 1702 los Tres Estados «encomiendan a los síndicos una nueva recopilación de las leyes de Navarra.» De ahí surge su denominación de novísima como contraste a la reciente y nueva de Chavier. Pero, aun así, hay una fase previa cuando en 1695, reunidas las Cortes en Corella, ya encomendaron al síndico Miguel de Ilarregui una compilación que dejó inconclusa, al fallecer en 1716.
En las Cortes celebradas en 1716 ya aparece Joaquín de Elizondo, también síndico y que había sido diputado, vinculado al encargo. Retoma el material de Ilarregui, el libro I, y elabora desde cero los libros II, III y IV, que forman el segundo volumen, y edita el primero dando «una unidad de criterio formal». Finalmente presenta su trabajo a los Tres Estados el 12 de agosto de 1724 en Estella. La historiadora María Puy Huici Goñi recoge la nota al margen de esa sesión donde se lee:

«Memorial del licenciado Chavier sobre la obra de la Recopilación que hizo su padre», y en el texto: «... de la Recopilación de las leyes que ha hecho don Juachín de Elizondo y que está poniendo en limpio el suplicante y se resolvió que yo, el secretario, haga memoria al fin de las Cortes y tiempo de las Providencias.»

El licenciado Chavier referido en esta cita es Juan, hijo de Antonio Chavier, que presentó el memorial de su padre a efectos de cobrar el trabajo realizado (230 libras navarras) aunque sabedor de que tal obra «no tendrá salida de ellos con la obra novísima de la Recopilación que está para concluir el licenciado don Juachín de Elizondo». Elizondo ya adelantó el sumario e índice de la nueva recopilación para que se decidiera si se entregaba al capellán y jurista Baltasar Lezáun Andía para su revisión.